# Aeroportul Internațional Tunis–Carthage
Aeroportul Internațional Tunis–Carthage (IATA: TUN, ICAO: DTTA) este un aeroport din Tunis, Guvernoratul Tunis, Tunisia ce deservește zona Tunis. Aeroportul a fost tranzitat în 2019 de 6.441.886 de pasageri. A fost deschis în 1940 și numit după zona deservită.
Situat la o altitudine de 7 m, aeroportul dispune de 2 piste. Este operat de Tunisian Civil Aviation & Airports Authority⁠(d).

## Infrastructură

### Piste
Aeroportul dispune de 2 piste. Pista 01/19 are suprafața de asfalt și dimensiunile 3.200 m × 45 m. Pista 11/29 are suprafața de asfalt și dimensiunile 2.840 m × 45 m. 